# Tyler (Band)
Tyler war eine österreichische Alternative-Rock-Band, die 2002 gegründet wurde. Namensgeber war die Figur Tyler Durden aus dem Film Fight Club.

## Geschichte
Den Grundstein für Tyler legten Lukas Hillebrand und Moritz Gaber bereits in den frühen 1990er Jahren. In der Mittelschule begannen die beiden sich für Musik zu begeistern und sammelten in Schülerbands Gitarristen-, Songwriter- und Gesangserfahrungen.
Nach der Matura gründete Lukas Hillebrand gemeinsam mit Florian Cojocaru das Produzentenduo Heat. Nach ersten erfolgreichen Auftragsproduktionen entstanden im Wiener k4-Tonstudio im Jahr 2002 die ersten Tyler-Aufnahmen. Die Band bestand damals aus Lukas Hillebrand (Gesang, Gitarre), Moritz Gaber (Gitarre), Adele Raczkövi (Bass) und David Leister (Schlagzeug), war noch ohne Label und hatte ihre ersten Auftritte in Wien und Umgebung.
Im September 2003 lernte Lukas Hillebrand im Rahmen der Vera-Böhnisch-Produktion Peter Schönbauer (Bass) und Markus Adamer (Schlagzeug) kennen. Die beiden waren eine eingespielte Rhythm Section. Lukas war begeistert und konnte sie für Tyler gewinnen. Kurz danach unterschrieb Tyler einen Plattenvertrag beim Independent-Label derfreieraumfürmusik. Es folgten zahlreiche Auftritte und im Oktober 2004 erschien die ersten Single „What's Wrong“, das auf FM4, dem Jugendradiosender des ORF und dem privaten Fernsehsender gotv gespielt wurde. Im April 2005 erschien das Debütalbum „Don't Play“, aus dem noch 3 weitere Singles ausgekoppelt wurden („Hello“, „Separated“ und „Beautiful“). Alle Singles wurden u. a. auf FM4 und Ö3 gespielt.
Im März 2005 trennte sich Markus Adamer aufgrund musikalischer Differenzen von der Band, erst nach längerer Suche fand sich mit dem Oberösterreicher Alex Pohn ein adäquater Ersatz. Den Rest des Jahres 2005 spielte die Band in Österreich, um ihr Album zu vermarkten. 2006 begannen sie an einem zweiten Album zu arbeiten. Im gleichen Jahr verließ Moritz Gaber die Band und auch der Plattenvertrag mit derfreieraumfürmusik wurde gekündigt.
2010 erschien die Single „Sister Sunrise“.
Am 16. Dezember 2011 gab die Band ihr letztes Konzert im WUK.

Tyler (mit Moritz Gaber) beim letzten Auftritt
Verbeugung zum Abschied

## Diskographie
- Alben:
  - Don’t Play (2005)
  - Favourite Sin (2011)

- Singles:
  - What’s Wrong (2004)
  - Hello (2005)
  - Separated (2005)
  - Beautiful (2005)
  - Sister Sunrise (2010)
  - The Future (2011)